# مونستا إكس
مونستا اكس (هانغل: 몬스타엑스)، هي فرقة فتيان للهيب هوب كورية جنوبية، أنشأتها ستارشيب إنترتينمنت، أول ظهور لهم 14 مايو، 2015. الفرقة تتكون من سبعة أعضاء. الذين فازوا في عرض المنوعات " NO.MERCY "

## الأعضاء

### الألبومات
| الحاليون | الاسم الفني | الاسم الفني    | الاسم الحقيقي  | الاسم الحقيقي | الاسم الحقيقي                 | تاريخ الميلاد |
| -------- | ----------- | -------------- | -------------- | ------------- | ----------------------------- | ------------- |
| العربية  | هانغول      | اللاتينية      | العربية        | هانغول        |                               | تاريخ الميلاد |
| شونو     | 셔누        | Son Hyun Woo   | سون هيون وو    | 손현우        | 18 يونيو 1992 (العمر 28 سنه)  |               |
| وونهو    | 원호        | Lee hoseok     | لي هوسوك       | 이호석        | 1 مارس 1993 (العمر 27 سنة)    |               |
| مينهيوك  | 민혁        | Lee Minhyuk    | لي مينهيوك     | 이민혁        | 3 نوفمبر 1993 (العمر 26 سنه)  |               |
| كيهيون   | 기현        | Yoo Kihyun     | يو كيهيون      | 유기현        | 22 نوفمبر 1993 (العمر 26 سنة) |               |
| هيونقوون | 형원        | Chae Hyungwon  | تشاي هيونقوون  | 채형원        | 15 يناير 1994 (العمر 26 سنة)  |               |
| جوهون    | 주헌        | Lee Joo Heon   | لي جو هون      | 이주헌        | 6 أكتوبر 1994 (العمر 25 سنة)  |               |
| أي ام    | 아이엠      | Lim Chang Kyun | ليم تشانغ كيون | 임창균        | 26 يناير 1996 (العمر 24 سنة)  |               |

| الالبوم    | الالبوم                                               |
| ---------- | ----------------------------------------------------- |
| البوم كامل | البوم مصغر                                            |
| -          | أول البوم TRESPASS تاريخ 14 مايو 2015                 |
| -          | ثاني البوم RUSH تاريخ 6 سبتمبر 2015                   |
| -          | ثالث البوم THE CLAN pt.1 ‘LOST’ تاريخ 17 مايو 2016    |
| -          | رابع البوم THE CLAN pt.2 ‘GUILTY’ تاريخ 3 أكتوبر 2016 |

### روابط خارجية
- مونستا إكس على موقع IMDb (الإنجليزية)
- مونستا إكس على موقع ميوزك برينز (الإنجليزية)
- مونستا إكس على موقع أول ميوزيك (الإنجليزية)
- مونستا إكس على موقع ديسكوغز (الإنجليزية)

- الموقع الرسمي